# Haplusia bella
Haplusia bella är en tvåvingeart som först beskrevs av Frederick Askew Skuse 1888.  Haplusia bella ingår i släktet Haplusia och familjen gallmyggor. Inga underarter finns listade i Catalogue of Life.